# Canal de Urgel
{{#coordinates:}}: no puede tener más de una etiqueta principal por página

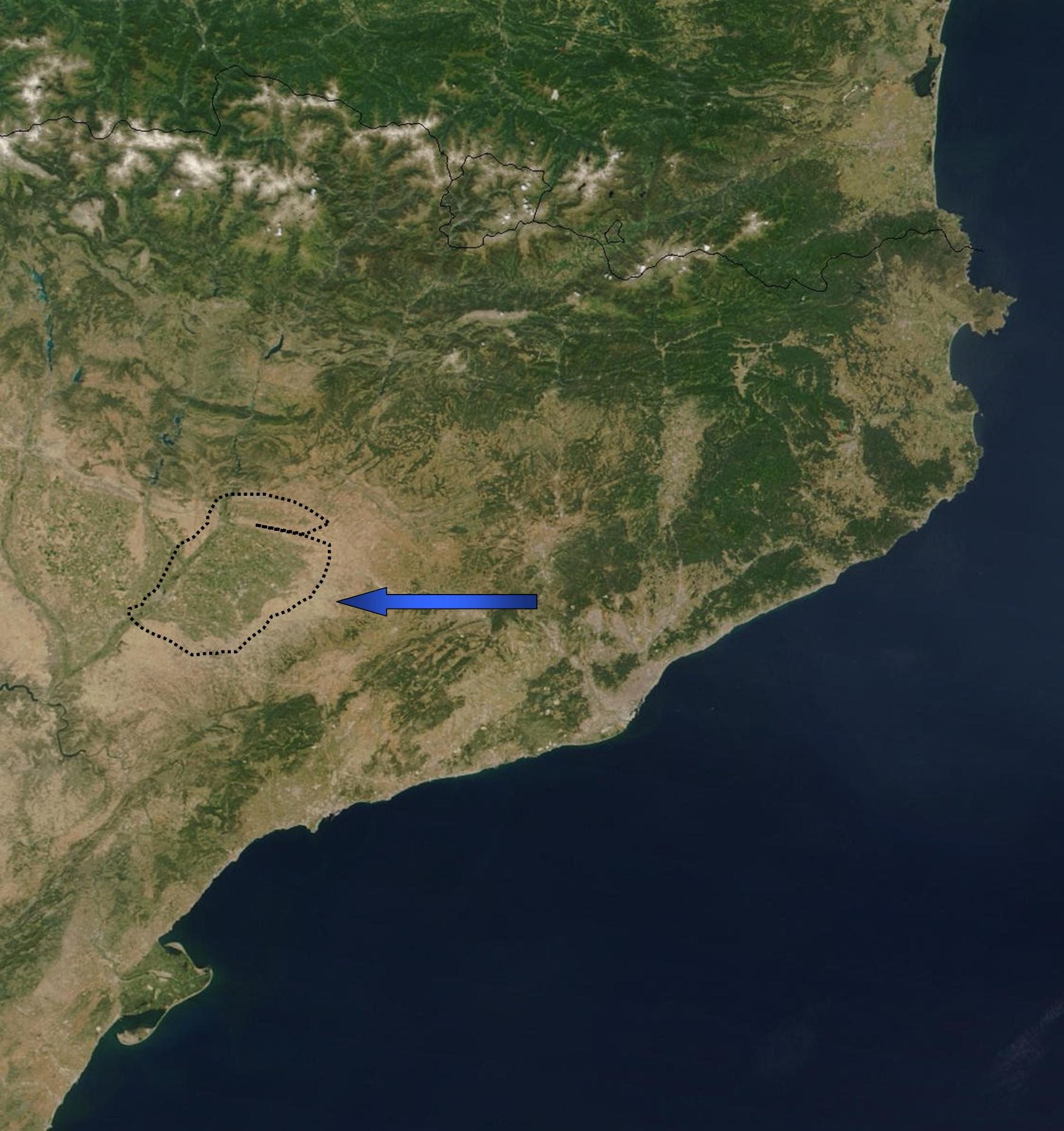
Vista satelital del área regada por el canal de Urgel.

Canal de Urgel - Plano General ca.1890

El canal de Urgel es una infraestructura hidráulica destinada básicamente al riego, que transporta agua desde el río Segre a los campos de cultivo situados en diferentes municipios de las comarcas de Urgel, Plana de Urgel, Noguera, Segriá y Garrigas, con una superficie regada total de unas 70 000 ha y da servicio a unos 77 000 habitantes.
El canal está formado por dos canales y cuatro acequias principales y discurre por la  orilla izquierda del río Segre. El canal principal tiene 144,2 km, y parte del Segre aguas abajo de Ponts hasta Montoliu de Lleida. 
El proyecto comenzó a estudiarse desde el siglo XVI pero hasta el siglo XIX no comenzaron las obras, siendo inaugurado finalmente en marzo de 1862, 350 años después de los primeros proyectos.

## Localización
El canal se halla situado en la orilla izquierda del río Segre. Su punto de inicio está en el Segre, aguas abajo de la localidad de Ponts, y tras recorrer unos 144 km finaliza su andadura en la localidad de Montoliu.

## Historia
El proyecto de regar todo el llano de Urgel data, como mínimo, de la época musulmana en la que los árabes construyeron acequias derivadas tanto del Segre como del río Corb.
Los primeros estudios serios para su construcción fueron ordenados por los reyes Carlos I (1506) y Felipe II (1554, 1574 y 1577), si bien, por diferentes motivos, no prosperaron. 
Con posterioridad, en el siglo XVII (1614-1726), un vecino de Anglesola, Pere Ripoll, encabezó una iniciativa y redactó dos memorias que apoyaron la petición, acudiendo al Consejo de Ciento. También cabe recordar en esta época a Marià Serra, de Figueras, que presentó en 1726 el memorial en real Audiencia ante el rey Felipe V.

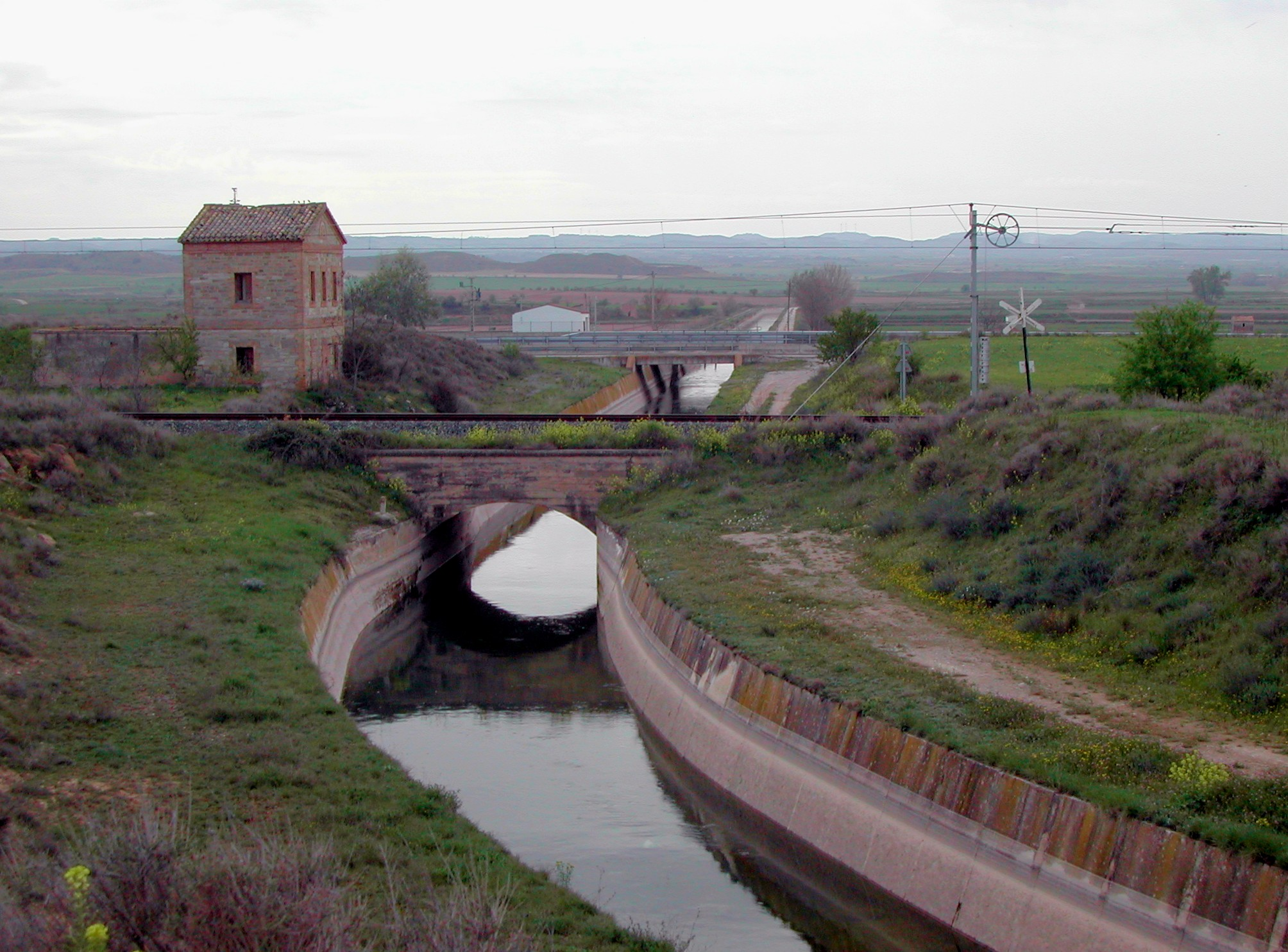
El canal en Anglesola

En el siglo XVIII (1779-1786) fueron numerosas las iniciativas promovidas principalmente por el comerciante barcelonés Jaume de Duràn y el Marqués de la Ensenada, que encargaron un proyecto al ingeniero Bernardo Lana. En estos estudios se ve ya por primera vez la necesidad de construir un segundo canal. En esta época trabajaron en diferentes estudios y proyectos los ingenieros Tomàs Desprat, Pere Llopart, Joan Cherta, Joan Soler Faneca y el hijo de este, Tomàs Soler, 
En 1814, acabada la Guerra de Independencia, la Junta de Comercio de Barcelona volvió a ocuparse del canal, investigando el paradero del plan formado por Joan Soler i Faneca, que presentó su hijo Tomás en borrador, por no encontrar el suscrito por su padre. Los gastos de construcción de los dos canales con las acequias subalternas era de 4 000 000 de pesos fuertes.
Los pueblos a los que afectaba la obra cooperaron desde el año 1816 con una veintena parte de los frutos y más tarde con una treintena parte, a los que se sumaron más tarde los arbitríos municipales sobre consumos, cobrados en las puertas de las ciudades y pueblos, y en el puerto de Barcelona. Con estos recursos se iniciaron las obras en 1817, pero se tuvieron que suspender en 1822 por falta de recursos y por las dificultades para superar las dificultades técnicas de la ejecución del proyecto.
En 1825 el gobierno central comisionó al arquitecto Antoni Cellers para levantar un nuevo plano, abandonando el canal de navegación y quedando solamente el de riego que, tomando las aguas en Tosal, debía atravesar la sierra de Montclar por medio de un costoso y difícil túnel de 5 km, para dirigirse a Agramunt pasando por un puente sobre el río Sió, entre Agramunt y Puigvert. Luego atravesaba la sierra de Agramunt, caminaba hasta las inmediaciones de Tárrega, parar recorrer la Plana de Urgel, depositando sus aguas sobrantes en el Segre entre Alfés y Torres de Segre, aguas abajo de Lérida. Las obras comenzaron en 1820 con obreros y presidiarios que facilitó el gobierno y se suspendieron en 1833, al no haber avanzado nada las obras de su construcción.
Con la guerra civil (Primera Guerra Carlista) que hubo al advenimiento de Isabel II se paralizó todo, pues no había en el país capitales suficientes para hacerse cargo de la obra. Restablecida la paz, la Diputación provincial de Lérida reclamó el año 1841 y lo obtuvo en 1842, el protectorado del canal que desde 1829 tenía el Capitán General de Cataluña. La Diputación convocó a una reunión a los pueblos comprendidos en la demarcación del canal, pero no se consiguió nada y las obras continuaron paralizadas.
En 1847, diversas personaliedades de la comarca, constituyeron una nueva empresa que obtuvo el privilegio de S.M. la Reina Doña Isabel II, con la condición de presentar un proyecto y presupuestos para hacer la concesión definitiva y acordar los arbitrios que fueran necesarios. Esta empresa nombra como director al ingeniero Pedro de Andrés y Puigdollers, el cual, con la colaboración de Constantino de Ardanaz, presentó el 3 de diciembre de 1848 presentó una extensa memoria. Esta nueva tentativa fue dada a conocer a los propietarios de Urgel por Jerónimo Ferrer y Valls, consiguiéndose la adhesión de 1600 propietarios. Se constituyó una sociedad anónima con un capital de 32 000 000 de reales distribuidos en 16 000 acciones, que fueron suscritas por toda la población, desde jornaleros a grandes propietarios. Está sociedad fracasó nuevamente y el proyecto se paralizó.

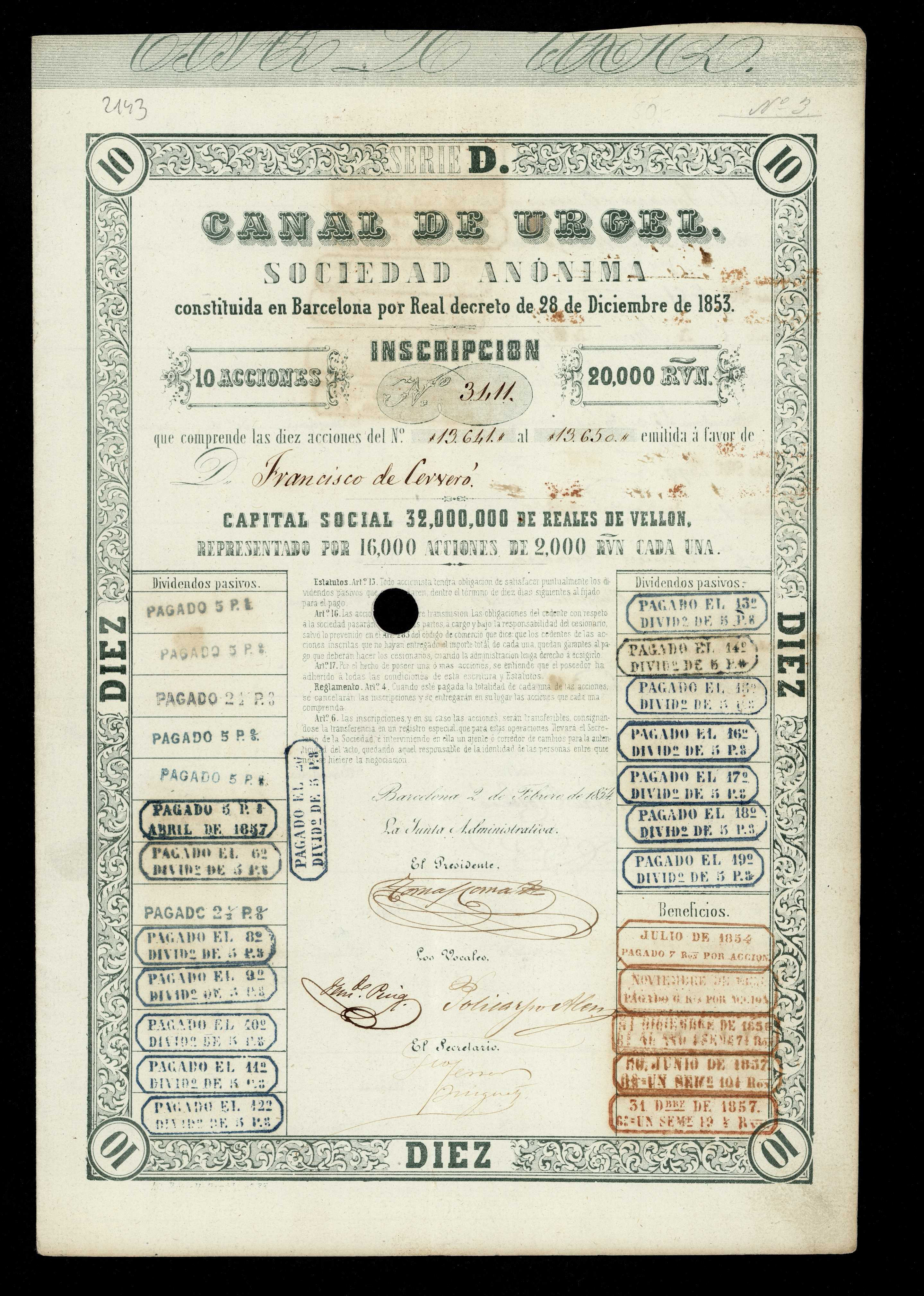
Título de acciones de Canal de Urgel S.A. de 2 de febrero de 1854

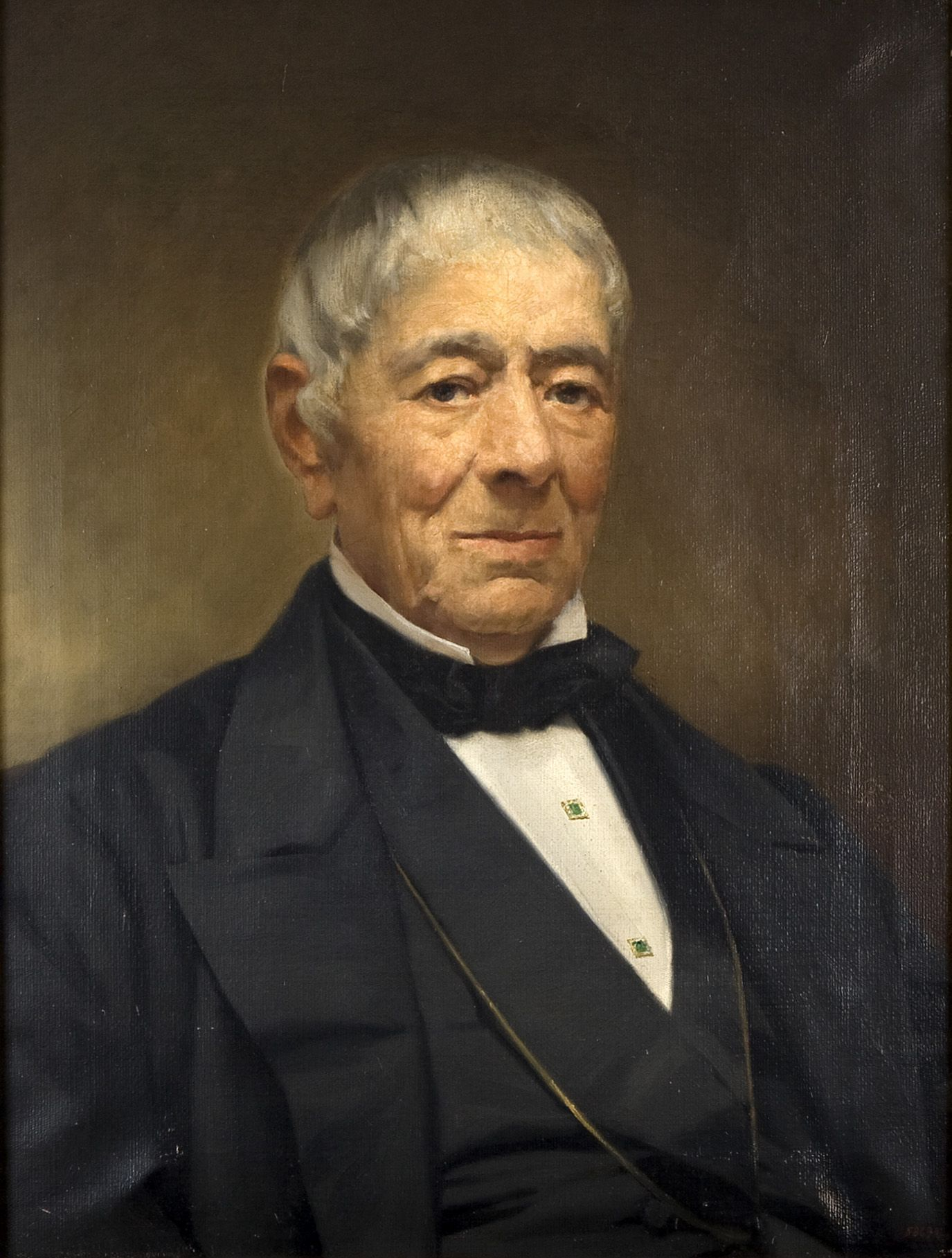
Retrato de Ignacio Girona y Targa ca 1850.

Fue entonces cuando Ignacio Girona y Targa, que tenía en Barcelona una casa bancaria y de comercio que giraba bajo el nombre de Girona Hermanos, Clavé y Cía. tomó las riendas del proyecto, pues había ido comprando muchas tierras en la zona, formando la finca del Castell del Remey. Ignacio Girona y Targa y su socio Juan Bautista Clavé, era naturales de Tárrega y estaban afincados en Barcelona desde 1800. Esta sociedad obtuvo del gobierno central la concesión de las obras del canal por Real decreto de 3 de noviembre de 1852. El 28 de diciembre de 1852 se autorizó la formación de la Sociedad Anónima Canal de Urgel, que dirigía Manuel Girona y Agrafel, quien fue el líder del proyecto a lo largo de toda sus construcción. Esta sociedad tenía por objeto la construcción y explotación del canal. La empresa familiar Girona Hermanos, Clavé y Cía. participaba en la nueva sociedad, a la cual pasaron la concesión que tenían por 100 años.
Las obras se iniciaron, por parte de Girona Hermanos, Clavé y Cía. como contratistas y con la dirección técnica del Ingeniero de Caminos, Canales y Puertos, Domingo Cardenal y Gandasegui, el 2 de noviembre de 1853. Las obras seguían el anterior proyecto de Pedro de Andrés y Puigdollers y Constantino de Ardanaz. La obra de mayores dificultades era atravesar en túnel la sierra de Montclar, que se hizo según la proposición de Carlos Tarsier. Los costes de las obras precisaron de sucesivos aumentos de capital. La empresa Girona Hermanos, Clavé y Cía., a través de las acciones de Manuel Girona y Agrafel, obtuvo del gobierno la concesión de trasladar a las obras del canal a presos de diversos lugares de España, para redimir la condena mediante el trabajo. Los presos estaban custodiados, tenían buen trato y estaban legalmente remunerados, y su contribución a la construcción del canal fue inestimable.

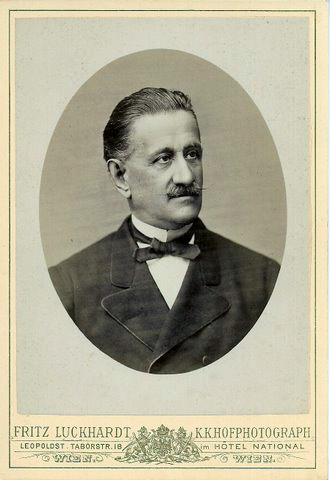
Manuel Girona y Agrafel, alrededor de 1860.

En los archivos de la Casa Girona, donde se guarda la documentación referente al canal, existen cartas de gratitud de los confinados hacia Manuel Girona y Agrafel, que era el director de la contrata (junto con su hermano Ignacio y el socio Juan Bautista Clavé), con la propuesta de que Su Majestad le nombrase conde de Urgel, título que no aceptó, como tampoco aceptó el de marqués del Llano de Barcelona que le ofreció posteriormente Francisco Silvela. La obra se terminó en 1861, siendo presidente de la Junta administrativa Fernando Puig y director el ingeniero Domingo Cardenal.
El trazado del canal fue la obra pública más atrevida que se había hecho en España. Las mayores dificultades fueron el atravesar en túnel las sierras de Montclar (5 km), Almenara y Sant Jordi así como la presa de "La Llenguadera", en la áspera ladera izquierda del Segre. Se pueden considerar obras de arte las obras realizadas en los barrancos de Coscoll, el Frare, la Plata y Preixens, el conducto de Cervera y el del río Corós, frente a Vilanova de Bellpuig. El coste total de la obra ascendió a 77 216 000 reales, generando un déficit de 7 804 000 reales. La familia Girona se mantuvo vinculada al canal y siempre hubo un miembro descendiente en el Consejo de administración de la sociedad, hasta su retrocesión a los regantes en 1964.
Finalmente, 350 años después de los primeros proyectos, en marzo de 1862 se regó la primera finca que fue la de Tarassó, de Jaume Mestres, de Agramunt.
La tan deseada obra provocó al principio una sensacional catástrofe: El agua que descendía por el canal contenía demasiada sal. Lo que causó unas cosechas insuficientes y, lo que es peor, provocó una epidemia de fiebre palúdica. Cerca de ocho años duró la epidemia, que afectó al 70% de la población. Solo en las postrimerías del siglo XIX comenzaron a recogerse los beneficios del regadío. 
Paralelamente se redactó el proyecto del canal auxiliar, realizado por el ingeniero de caminos, canales y puertos, Carles Valmanya y Fabra. La construcción se inició el 4 de mayo de 1929 y finalizó el 18 de julio de 1932.

## Características técnicas

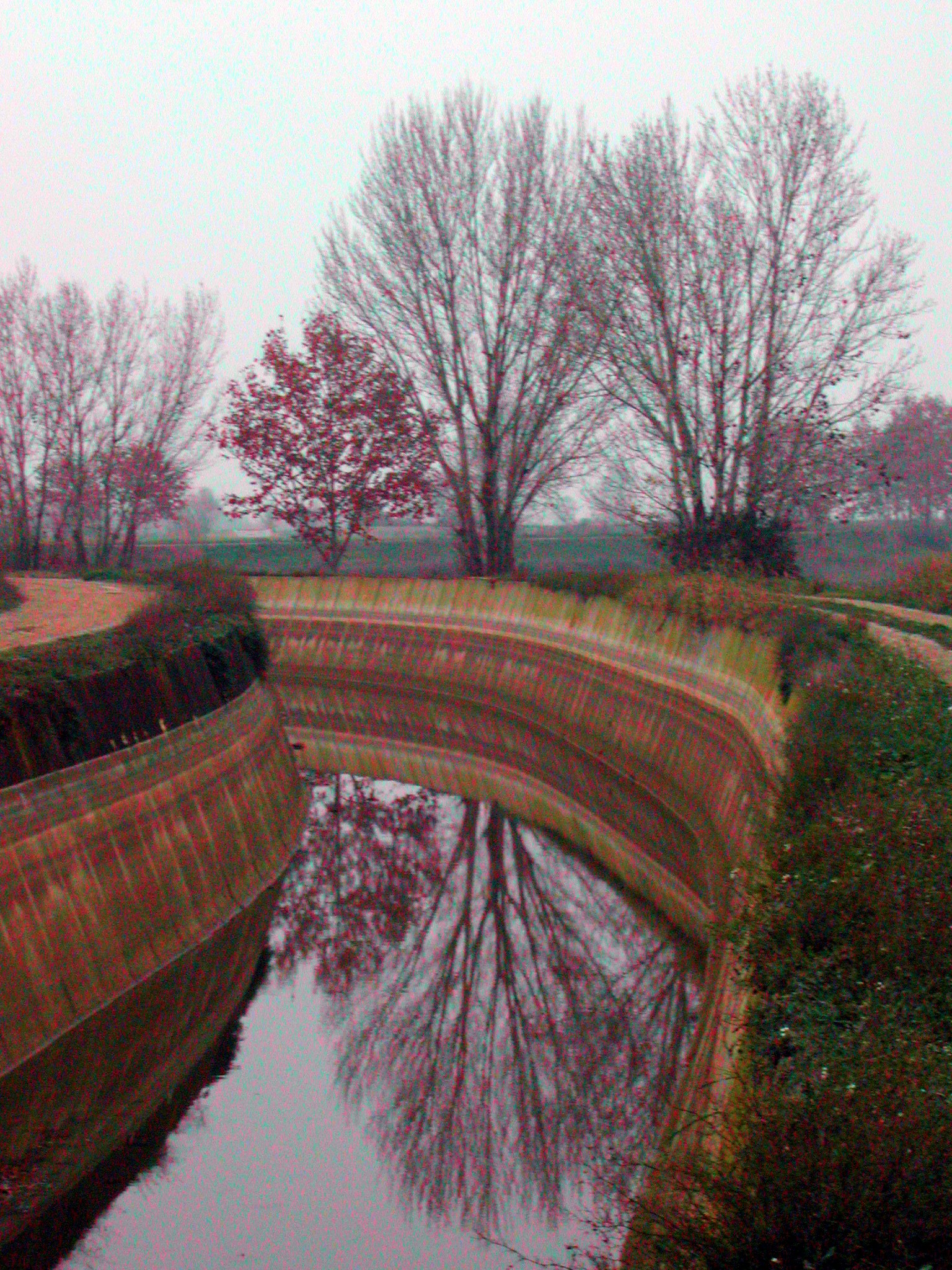
Canal de Urgel en Bellpuig.

Aunque se suele hablar en singular, el canal de Urgel está formado por dos canales y cuatro acequias principales.
La obra más importante es el canal Principal con una longitud de 144,2 km, el cual inicia su recorrido en el río Segre aguas abajo de Ponts y lo finaliza en el mismo río en el término municipal de Montoliu de Lleida. 
El canal Auxiliar no se comienza a construir hasta 1929 y es obra del ingeniero Carles Valmaña i Fabra.
El canal auxiliar inicia su recorrido en el embalse de San Lorenzo de Mongay y acaba uniéndose al canal principal en el término municipal de Artesa de Lérida, con una longitud total de 76,6 km.
Del canal principal derivan las cuatro acequias principales, con una longitud total de 102,6 km.
Esta infraestructura permite regar 49 490 fincas que representan unes 70 242 ha.

## Reversión del canal a los regantes y organización
Acabado el plazo de la concesión otorgado para su construcción, el Ministerio de Obras Públicas instruyó expediente para determinar si el Canal debía revertir al Estado o bien a los regantes. El conflicto acabó con la Orden Ministerial de 10 de agosto de 1964 que resolvió que los regantes tenían que constituir una Comunidad General que sería titular a perpetuidad de la concesión del aprovechamiento de las aguas y de la totalidad de las obras precisas para el riego.
El 2 de noviembre de 1964, se celebró en la finca de los Girona descendientes de Ignacio Girona y Agrafel, Castell del Remey, el acto público del centenario del canal de Urgel con un acto presidido por en ministro de Obras Públicas, Jorge Vigón, en el que se efectuó la reversión del canal, hasta entonces explotado como concesión administrativa por la Sociedad Anónima Canal de Urgel, a los regantes, siendo la primera vez que se hacía esto en España. El acto fue multitudinario, asisistiendo miles de regantes de toda la comarca. Tras la celebración de una misa y el canto de un Te Deum (por el Orfeó Lleidatà) en el santuario de la Virgen del Remedio, recientemente acabado, se dio un banquete en las bodegas, decoradas expresamente para el acontecimiento, a las "autoridades políticas, militares y religiosas" de Lérida, como se decía en la época, junto a los descendientes de la familia Girona, en su calidad de promotores de la obra, y los del ingeniero Domingo Cardenal y Gandasegui, que fue el que dirigió la construcción.
En dicho acto se aprobó la construcción de un monumento conmemorativo de este acto, así como de la labor realizada por la familia Girona en la construcción del canal de Urgel, obra de los arquitectos Anglada, Gilabert y Rosas, a situar en la plaza de delante del castillo.
La Comunidad General se constituyó el 24 de diciembre de 1964, y el 17 de noviembre de 1965 el entonces Presidente, Josep Solans Serentill, recibió solemnemente el Canal de Urgel de manos del Ministro de Obras Públicas, Federico Silva Muñoz. Un año más tarde, el 19 de octubre de 1966, tuvo lugar el acto de entrega del Canal Auxiliar, representando a la Administración el Ingeniero Director de la Confederación Hidrográfica del Ebro, Joaquín Blasco Roig, y a la Comunidad de Regantes, su Presidente.
Posteriormente por resolución de 2 de septiembre de 1991, el Ministerio de Obras Públicas declaró constituida a favor de la Comunidad General de Regantes de los Canales de Urgel la concesión de agua del Segre, reconocida por los RD de 3 de noviembre de 1852 y 29 de septiembre de 1928 con unos caudales máximos a derivar de 33 m³/s para el Canal Principal y de 8 m³/s para el Canal Auxiliar, con destino al riego, provisión de poblaciones y usos industriales. 
Los derechos de esta concesión se mantendrán hasta el 1 de enero de 2061, de acuerdo a lo que dispone la Ley de aguas de 2 de agosto de 1985.
Para llevar a cabo una gestión eficiente del agua, la Comunidad General de Regantes de los Canales de Urgel dispone de un reglamento de usos del agua. Como punto destacado de dicho reglamento cabe destacar que a causa de la gran extensión del área regable, esta se dividió en 21 colectividades o comunidades ordinarias distribuidas en tres zonas: alta, media y baja.
Estas colectividades gozan de plena personalidad jurídica propia en el ámbito de sus competencias y se rigen por sus respectivas Ordenanzas y Reglamentos, siempre que no entren en contradicción con los de la Comunidad General.
Actualmente (2007) la sede administrativa de la Comunidad General de Regantes de los Canales de Urgel se halla en el Espai Cultural dels Canals d'Urgell, edificio construido entre 1867 y 1876, obra de Domingo Cardenal, el ingeniero director de la obra, que era el lugar desde donde se dirigían las obras de construcción, situado en la localidad de Mollerusa.

## Lugares de interés
- Mina de Montclar

- Espai Cultural dels Canals d'Urgell

- La Forestal

- Els Nou Salts